# غريغ بويد (لاعب كرة قدم أمريكية)
غريغ بويد (بالإنجليزية: Greg Boyd)‏ هو لاعب كرة قدم أمريكية أمريكي، ولد في 15 سبتمبر 1952 في ميرسيد في الولايات المتحدة.

## وصلات خارجية
- غريغ بويد على موقع مرجع كرة القدم المحترفة.كوم (الإنجليزية)